# Мікровид
Мікровид — термін, запропонований В. Грантом (1971) для позначення генотипово однорідної  популяції або популяційної системи, що має власні визначальні ознаки в групі одностатевих організмів. Група споріднених мікровидів утворює окремий одностатевий комплекс.
Група особин  виду (біотип), яка розмножується апоміктично (партеногенетично); у цьому сенсі термін «мікровид» запропонований Г. Лампрехтом в 1948 р.; також «мікровид» = жорданон.
Реальність виду у апоміктів найчастіше не визнають, або визнають з цілим рядом обмовок. Замість категорії біологічного виду по відношенню до них застосовують категорію апоміктичного мікровиду, під яким розуміють досить однорідні популяції, що лише трохи відрізняються одна від одної морфологічно.

## Ресурси Інтернету
- Грант В. Эволюционный процесс. — М., 1991.
- Кашин А. С. Вид и его структура при гаметофитном апомиксисе